# Těrechovo (stanice metra v Moskvě)
Těrechovo (rusky Терехово) je stanice moskevského metra na lince Bolšaja kolcevaja, která byla zprovozněna 7. prosince 2021 v rámci úseku Mňovniki - Kachovskaja. Je pojmenována po bývalé osadě, která se nedaleko stanice nacházela a v roce 1960 stala součástí Moskvy. V současnosti je stanice poměrně málo využívaná z důvodu prakticky neexistující zástavby v okolí, nová bytové a komerční komplexy jsou v procesu výstavby.

## Charakter stanice
Stanice Těrechovo se nachází ve čtvrti Chorošovo-Mňovniki (Хорошёво-Мнёвники) v blízkosti stejnojmenné bývalé osady ve střední části umělého ostrova Mňovnikovskaja pojma (Мнёвниковская пойма), který prakticky ze všech stran ohraničuje řeka Moskva kromě severu, kde jej ohraničuje Karamyševský jez, který je spojen s malou vodní elektrárnou. Stanice disponuje dvěma podzemními vestibuly, východy z nich směřují vycházejí na ulici s provizorním názvem Projektirujemyj projezd č. 1078 (Проектируемый проезд №1078), ze severního lze dojít k ulici ulici Nižnije Mňovniki (Улица Нижние Мнёвники), která je vzdálena cca 400 metrů.    
Jelikož se stanice se nachází v nově rozvíjené oblasti, její vstupní pavilony jsou viditelné a rozpoznatelné na volném prostranství již z dálky. Mají jednoduché tvary, jako orientační body slouží vysoké portály se světélkujícím písmenem „M“. Stěny pavilonů jsou z leštěného betonu s transparentním nátěrem jak zvnějšku tak zevnitř. Průchody jsou provedeny v běžném stylu s použitím minima detailů a velkým množstvím světla z velkých kulatých lamp. Na povrchovou úpravu stěn je použit mikrocement. Prostor pokladen se od průchodů liší vyhlazenými liniemi stěn a otvorů. Nástupiště jsou propojena s vestibuly prostřednictvím výtahů a eskalátorů, které však končí nad úrovní nástupišť. Zbytek musí cestující dojít po schodišti.  
Trať metra je zde vybudována v dvoukolejném tunelu, proto stanice Těrechovo má dvě boková nástupiště. Ve výzdobě stanice zde byly poprvé použity panely ze speciálního materiálu - sklovláknobetonu. K tomu účelu bylo vyrobeno více než osm tisíc panelů o celkové ploše 10 000 m², každý o hmotnosti od 60 do 100 kilogramů. Ve výklencích vzniklých mezi sloupy u stěn schodiště jsou umístěny lavičky. Dále stanici zdobí siluety lidí, které byly na sloupy naneseny technologií digitálního tisku na beton, a také kruhová LED světla, která rozptylují světlo různými směry. Podlaha nástupiště i vestibulů je pokryta žulou. Vizuální hranice mezi podlahami, stěnami a stropy jsou díky použití podobných materiálů rozostřeny, povrchy jednotlivých elementů splývají.

## Fotogalerie
- Vstupní pavilon stanice Těrechovo
- Uvnitř vstupního pavilonu
- Kruhové LED lampy
- Vlak na stanici
- Pohled na eskalátory